# Rohrleitungstransport

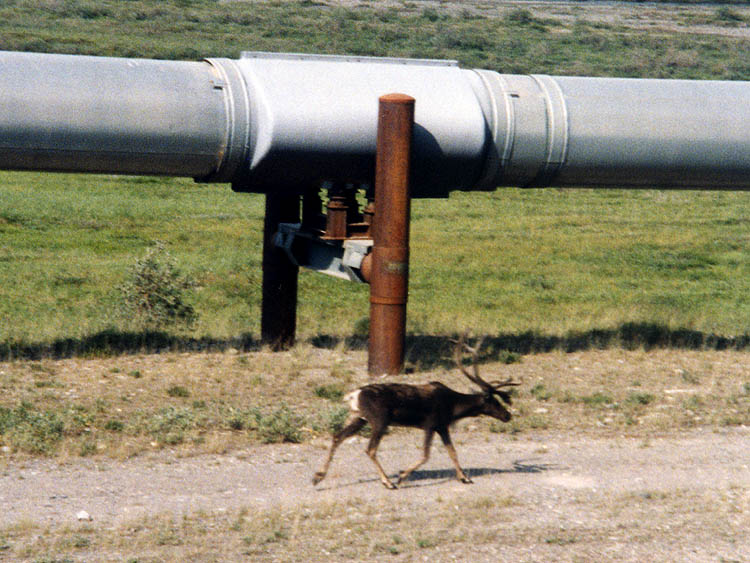
Typischer Rohrleitungstransport: Trans-Alaska-Pipeline mit Karibu zum Größenvergleich

Der Rohrleitungstransport ist im Leitungsverkehr der Transport von Stoffen oder Gütern in Rohrleitungen.

## Allgemeines
In der Verkehrswissenschaft gibt es folgende Verkehrszweige: Landverkehr (Fußgängerverkehr, Straßenverkehr, Schienenverkehr), Wasserverkehr (Binnenschifffahrt, Seeschifffahrt), Luftverkehr (zivile Luftfahrt, militärische Luftfahrt) und der Transport in Rohrfernleitungen. Damit gehört der Transport von Gütern oder Stoffen in Rohrleitungen zum Verkehrswesen, der Rohrleitungstransport ist eine Verkehrsart, Rohrleitungen sind ein Verkehrsträger; die Rohre sind das Transportmittel. Zum Rohrleitungstransport im engeren Sinne zählen jedoch nur die Rohrleitungen zur Weiterleitung von Erdöl und Erdgas sowie von flüssigen und gasförmigen chemischen Produkten (Produkten-Rohrleitungen).

## Transportgut
Eingesetzt werden kann dieser Verkehrsträger für alle pumpfähigen Güter und Stoffe. Als Transportgut kommen Flüssiggut (Flüssigkeiten wie Abwasser, Erdöl und Erdölprodukte, Trinkwasser) und Gase (Gastransport wie Erdgas) sowie Flüssiggas, Flüssigkeit-Feststoff, Feststoff-Gas und in Wasser suspendierten Schwebstoffen in Frage. 
Zur Verkehrsinfrastruktur gehören neben den Rohrleitungen Armaturen, Gebläse, Molche, Pumpen, Tanklager und Verdichterstationen.

## Eigenschaften
Beim Rohrleitungstransport bilden – im Gegensatz zu den anderen Transportarten – Verkehrsweg, Transportweg, Transportbehälter und Transportmittel eine Einheit. Die Fortbewegung der Stoffe wird entweder durch die Schwerkraft (Gefälle der Rohrleitung) oder mit Hilfe stationärer Pumpen ermöglicht. Das Leistungsvermögen einer Rohrleitung resultiert aus ihrem Querschnitt und der Fördergeschwindigkeit.
Vor- und Nachteile von Rohrleitungstransporten lassen sich wie folgt darstellen:
| Vorteile                                                | Nachteile                              |
| ------------------------------------------------------- | -------------------------------------- |
| hohe Zuverlässigkeit                                    | hohe Investitionskosten                |
| Diebstahl- und wettersicherer Transport                 | geringe Anpassungsfähigkeit            |
| bei unterirdischer Verlegung: kein Landschaftsverbrauch | keine Mobilität                        |
| umweltfreundlich                                        | bei Lecks: große Schadenshöhen möglich |
| geräuscharm                                             |                                        |

Als hoch spezialisiertes Transportmittel weist der Rohrleitungstransport einige Besonderheiten auf, so etwa die fehlende Verpackung des Transportgutes, die niedrigen Transportkosten bei sehr hohem Durchsatz oder die Stationarität des Antriebsmittels (Pumpe statt Motor).

## Wirtschaftliche Aspekte
Die Kosten für den Betrieb von Rohrleitungen (Pipelines) setzen sich im Wesentlichen aus den Abschreibungen für die Investition und den Energiekosten bei der Nutzung zusammen. Die Kostenstruktur zeigt eine hohe Fixkostenintensität mit geringer Anpassungsgeschwindigkeit an Nachfrageverschiebungen. Der Rohrleitungstransport eignet sich auch für den kombinierten Verkehr, wenn beispielsweise Tankschiffe oder Tankwagen von Pipelines beladen oder entladen werden.
Rohrleitungen können als Leitungsnetze ein Netzwerk bilden.

## Statistik
In der Verkehrsstatistik wird der Transport in Rohrfernleitungen – beschränkt auf Erdöl – als eigener Verkehrszweig mit seiner Verkehrsleistung in Tonnenkilometern (tkm) erfasst. Hierbei zeigt sich folgender internationaler Vergleich ausgesuchter Staaten:
| Land                    | Rohrfernleitungen 2017 (in Mrd. tkm) |
| ----------------------- | ------------------------------------ |
| Europäische Union 27/28 | 114,0                                |
| Deutschland             | 18,2                                 |
| Frankreich              | 11,2                                 |
| Italien                 | 10,3                                 |
| Österreich              | 8,4                                  |
| Spanien                 | 9,7                                  |
| Vereinigtes Königreich  | 10,0                                 |

Deutschland weist demnach die höchste Verkehrsleistung aus, gefolgt vom flächenmäßig deutlich größeren Frankreich.

## Sonstiges
Die Rohrpost könnte im Prinzip auch zum Rohrleitungstransport gezählt werden – als eine besondere Form des Feststoff-Gas-Transports (Kapsel und Luft). Jedoch ist die Größe der Kapseln aus Fluid- bzw. aerodynamischen Gründen begrenzt, so dass größere Rohr-Transportsysteme (z. B. Projekt CargoCap, Uni Bochum) die für den Rohrleitungstransport charakteristischen Eigenschaften verlieren und dann eher als „Nur-Tunnel-Systeme“ (z. B. Untergrundbahnen) bezeichnet werden sollten.